# 小行星列表/152801-152900
| 名稱                  | 臨時編號   | 發現日期       | 發現地點   | 發現者                                |
| --------------------- | ---------- | -------------- | ---------- | ------------------------------------- |
| 小行星152801          | 1999 TQ143 | 1999年10月7日  | 索科罗     | 林肯近地小行星研究小组                |
| 小行星152802          | 1999 TC163 | 1999年10月9日  | 索科罗     | 林肯近地小行星研究小组                |
| 小行星152803          | 1999 TN166 | 1999年10月10日 | 索科罗     | 林肯近地小行星研究小组                |
| 小行星152804          | 1999 TZ178 | 1999年10月10日 | 索科罗     | 林肯近地小行星研究小组                |
| 小行星152805          | 1999 TL180 | 1999年10月10日 | 索科罗     | 林肯近地小行星研究小组                |
| 小行星152806          | 1999 TW185 | 1999年10月12日 | 索科罗     | 林肯近地小行星研究小组                |
| 小行星152807          | 1999 TT190 | 1999年10月12日 | 索科罗     | 林肯近地小行星研究小组                |
| 小行星152808          | 1999 TG195 | 1999年10月12日 | 索科罗     | 林肯近地小行星研究小组                |
| 小行星152809          | 1999 TU197 | 1999年10月12日 | 索科罗     | 林肯近地小行星研究小组                |
| 小行星152810          | 1999 TJ241 | 1999年10月4日  | 卡特林那   | 卡特林那巡天系统                      |
| 小行星152811          | 1999 TR241 | 1999年10月4日  | 卡特林那   | 卡特林那巡天系统                      |
| 小行星152812          | 1999 TC244 | 1999年10月7日  | 卡特林那   | 卡特林那巡天系统                      |
| 小行星152813          | 1999 TK257 | 1999年10月9日  | 索科罗     | 林肯近地小行星研究小组                |
| 小行星152814          | 1999 TW260 | 1999年10月12日 | 基特峰     | 太空监视                              |
| 小行星152815          | 1999 TC270 | 1999年10月3日  | 索科罗     | 林肯近地小行星研究小组                |
| 小行星152816          | 1999 TA283 | 1999年10月9日  | 索科罗     | 林肯近地小行星研究小组                |
| 小行星152817          | 1999 TO301 | 1999年10月3日  | 基特峰     | 太空监视                              |
| 小行星152818          | 1999 UK4   | 1999年10月29日 | 奥德热幽夫 | L. Šarounová                          |
| 小行星152819          | 1999 UY11  | 1999年10月29日 | 基特峰     | 太空监视                              |
| 小行星152820          | 1999 UF19  | 1999年10月30日 | 基特峰     | 太空监视                              |
| 小行星152821          | 1999 UJ29  | 1999年10月31日 | 基特峰     | 太空监视                              |
| 小行星152822          | 1999 UM39  | 1999年10月31日 | 基特峰     | 太空监视                              |
| 小行星152823          | 1999 UK41  | 1999年10月18日 | 基特峰     | 太空监视                              |
| 小行星152824          | 1999 UU43  | 1999年10月29日 | 卡特林那   | 卡特林那巡天系统                      |
| 小行星152825          | 1999 UE49  | 1999年10月31日 | 卡特林那   | 卡特林那巡天系统                      |
| 小行星152826          | 1999 UU56  | 1999年10月29日 | 卡特林那   | 卡特林那巡天系统                      |
| 小行星152827          | 1999 VA24  | 1999年11月8日  | 科斯蒂特斯 | 拉斐爾·帕切科、安赫爾·洛佩斯·希門尼斯 |
| 小行星152828          | 1999 VT25  | 1999年11月12日 | 索科罗     | 林肯近地小行星研究小组                |
| 小行星152829          | 1999 VQ33  | 1999年11月3日  | 索科罗     | 林肯近地小行星研究小组                |
| 小行星152830Dinkinesh | 1999 VD57  | 1999年11月4日  | 索科罗     | 林肯近地小行星研究小组                |
| 小行星152831          | 1999 VJ57  | 1999年11月4日  | 索科罗     | 林肯近地小行星研究小组                |
| 小行星152832          | 1999 VV60  | 1999年11月4日  | 索科罗     | 林肯近地小行星研究小组                |
| 小行星152833          | 1999 VT64  | 1999年11月4日  | 索科罗     | 林肯近地小行星研究小组                |
| 小行星152834          | 1999 VL71  | 1999年11月4日  | 索科罗     | 林肯近地小行星研究小组                |
| 小行星152835          | 1999 VD74  | 1999年11月4日  | 基特峰     | 太空监视                              |
| 小行星152836          | 1999 VS77  | 1999年11月3日  | 索科罗     | 林肯近地小行星研究小组                |
| 小行星152837          | 1999 VL95  | 1999年11月9日  | 索科罗     | 林肯近地小行星研究小组                |
| 小行星152838          | 1999 VG100 | 1999年11月9日  | 索科罗     | 林肯近地小行星研究小组                |
| 小行星152839          | 1999 VQ102 | 1999年11月9日  | 索科罗     | 林肯近地小行星研究小组                |
| 小行星152840          | 1999 VD103 | 1999年11月9日  | 索科罗     | 林肯近地小行星研究小组                |
| 小行星152841          | 1999 VF107 | 1999年11月9日  | 索科罗     | 林肯近地小行星研究小组                |
| 小行星152842          | 1999 VS107 | 1999年11月9日  | 索科罗     | 林肯近地小行星研究小组                |
| 小行星152843          | 1999 VR121 | 1999年11月4日  | 基特峰     | 太空监视                              |
| 小行星152844          | 1999 VY144 | 1999年11月13日 | 卡特林那   | 卡特林那巡天系统                      |
| 小行星152845          | 1999 VX146 | 1999年11月12日 | 索科罗     | 林肯近地小行星研究小组                |
| 小行星152846          | 1999 VO156 | 1999年11月12日 | 索科罗     | 林肯近地小行星研究小组                |
| 小行星152847          | 1999 VZ156 | 1999年11月12日 | 索科罗     | 林肯近地小行星研究小组                |
| 小行星152848          | 1999 VU164 | 1999年11月14日 | 索科罗     | 林肯近地小行星研究小组                |
| 小行星152849          | 1999 VR170 | 1999年11月14日 | 索科罗     | 林肯近地小行星研究小组                |
| 小行星152850          | 1999 VG183 | 1999年11月9日  | 索科罗     | 林肯近地小行星研究小组                |
| 小行星152851          | 1999 VE187 | 1999年11月15日 | 索科罗     | 林肯近地小行星研究小组                |
| 小行星152852          | 1999 VU198 | 1999年11月3日  | 卡特林那   | 卡特林那巡天系统                      |
| 小行星152853          | 1999 VM199 | 1999年11月2日  | 卡特林那   | 卡特林那巡天系统                      |
| 小行星152854          | 1999 VD213 | 1999年11月12日 | 索科罗     | 林肯近地小行星研究小组                |
| 小行星152855          | 1999 VV215 | 1999年11月3日  | 索科罗     | 林肯近地小行星研究小组                |
| 小行星152856          | 1999 WF12  | 1999年11月28日 | 基特峰     | 太空监视                              |
| 小行星152857          | 1999 XD27  | 1999年12月6日  | 索科罗     | 林肯近地小行星研究小组                |
| 小行星152858          | 1999 XN35  | 1999年12月5日  | 可可尼诺县 | 洛厄尔天文台近地小行星搜寻计划        |
| 小行星152859          | 1999 XC41  | 1999年12月7日  | 索科罗     | 林肯近地小行星研究小组                |
| 小行星152860          | 1999 XV49  | 1999年12月7日  | 索科罗     | 林肯近地小行星研究小组                |
| 小行星152861          | 1999 XO50  | 1999年12月7日  | 索科罗     | 林肯近地小行星研究小组                |
| 小行星152862          | 1999 XQ64  | 1999年12月7日  | 索科罗     | 林肯近地小行星研究小组                |
| 小行星152863          | 1999 XZ114 | 1999年12月11日 | 索科罗     | 林肯近地小行星研究小组                |
| 小行星152864          | 1999 XT143 | 1999年12月8日  | 基特峰     | 太空监视                              |
| 小行星152865          | 1999 XW144 | 1999年12月6日  | 基特峰     | 太空监视                              |
| 小行星152866          | 1999 XP216 | 1999年12月13日 | 基特峰     | 太空监视                              |
| 小行星152867          | 1999 XT223 | 1999年12月13日 | 基特峰     | 太空监视                              |
| 小行星152868          | 1999 XH251 | 1999年12月8日  | 基特峰     | 太空监视                              |
| 小行星152869          | 1999 XM254 | 1999年12月12日 | 基特峰     | 太空监视                              |
| 小行星152870          | 1999 YK8   | 1999年12月27日 | 基特峰     | 太空监视                              |
| 小行星152871          | 1999 YC22  | 1999年12月27日 | 基特峰     | 太空监视                              |
| 小行星152872          | 2000 AF27  | 2000年1月3日   | 索科罗     | 林肯近地小行星研究小组                |
| 小行星152873          | 2000 AG36  | 2000年1月3日   | 索科罗     | 林肯近地小行星研究小组                |
| 小行星152874          | 2000 AQ45  | 2000年1月3日   | 索科罗     | 林肯近地小行星研究小组                |
| 小行星152875          | 2000 AX49  | 2000年1月5日   | 奥德热幽夫 | P. Kušnirák、P. Pravec                |
| 小行星152876          | 2000 AZ82  | 2000年1月5日   | 索科罗     | 林肯近地小行星研究小组                |
| 小行星152877          | 2000 AY126 | 2000年1月5日   | 索科罗     | 林肯近地小行星研究小组                |
| 小行星152878          | 2000 AT140 | 2000年1月5日   | 索科罗     | 林肯近地小行星研究小组                |
| 小行星152879          | 2000 AV160 | 2000年1月3日   | 索科罗     | 林肯近地小行星研究小组                |
| 小行星152880          | 2000 AX211 | 2000年1月5日   | 基特峰     | 太空监视                              |
| 小行星152881          | 2000 AY257 | 2000年1月7日   | 索科罗     | 林肯近地小行星研究小组                |
| 小行星152882          | 2000 BR2   | 2000年1月21日  | 索科罗     | 林肯近地小行星研究小组                |
| 小行星152883          | 2000 BD20  | 2000年1月26日  | 基特峰     | 太空监视                              |
| 小行星152884          | 2000 BS47  | 2000年1月27日  | 基特峰     | 太空监视                              |
| 小行星152885          | 2000 CG15  | 2000年2月2日   | 索科罗     | 林肯近地小行星研究小组                |
| 小行星152886          | 2000 CW16  | 2000年2月2日   | 索科罗     | 林肯近地小行星研究小组                |
| 小行星152887          | 2000 CX20  | 2000年2月2日   | 索科罗     | 林肯近地小行星研究小组                |
| 小行星152888          | 2000 CA42  | 2000年2月2日   | 索科罗     | 林肯近地小行星研究小组                |
| 小行星152889          | 2000 CF59  | 2000年2月5日   | 卡特林那   | 卡特林那巡天系统                      |
| 小行星152890          | 2000 CU67  | 2000年2月1日   | 基特峰     | 太空监视                              |
| 小行星152891          | 2000 CA79  | 2000年2月8日   | 基特峰     | 太空监视                              |
| 小行星152892          | 2000 CD98  | 2000年2月7日   | 基特峰     | 太空监视                              |
| 小行星152893          | 2000 CQ98  | 2000年2月8日   | 基特峰     | 太空监视                              |
| 小行星152894          | 2000 CJ99  | 2000年2月8日   | 基特峰     | 太空监视                              |
| 小行星152895          | 2000 CQ101 | 2000年2月11日  | 索科罗     | 林肯近地小行星研究小组                |
| 小行星152896          | 2000 CG149 | 2000年2月8日   | 索科罗     | 林肯近地小行星研究小组                |
| 小行星152897          | 2000 DO4   | 2000年2月28日  | 索科罗     | 林肯近地小行星研究小组                |
| 小行星152898          | 2000 DC12  | 2000年2月27日  | 基特峰     | 太空监视                              |
| 小行星152899          | 2000 DR17  | 2000年2月29日  | 索科罗     | 林肯近地小行星研究小组                |
| 小行星152900          | 2000 DC27  | 2000年2月29日  | 索科罗     | 林肯近地小行星研究小组                |